# UTC−10:00

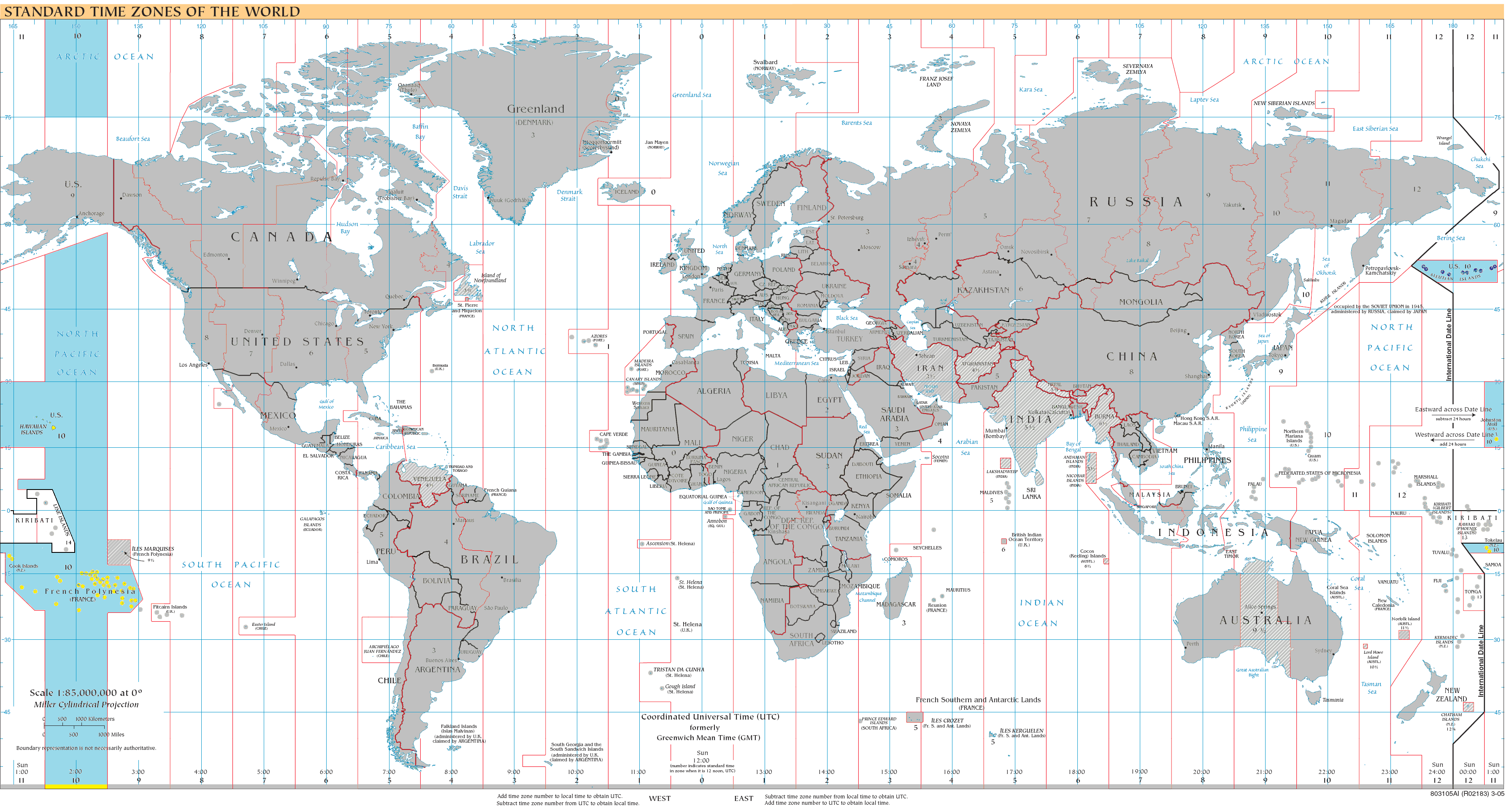
UTC-10:Blau (desembre), taronja (juny), groc (l'any sencer), blau clar (àrees marines)

UTC−10:00 és una zona horària d'UTC amb 10 hores de retard de l'UTC. El seu codi DTG és W -Whisky.

## Zones horàries
- Hawaii-Aleutian Standard Time (HAST)
- Tahiti Time (TAHT)

## Franges

### Temps estàndard (l'any sencer)
- Illes Cook
- França
  -  Polinèsia Francesa (TAHT)
    - Illes Australs
    - Illes de la Societat (inclou Tahití)
    - Tuamotu
- Estats Units
  - Hawaii
  - Atol Johnston (deshabitada)
- Tokelau

### Temps estàndard (hivern a l'hemisferi nord)
Aquestes zones utilitzen el UTC-10:00 a l'hivern i el UTC-09:00 a l'estiu:
- Estats Units
  - Alaska
    - Illes Aleutianes (les illes a l'oest de 169° 30′ W)
    - Illa de Sant Llorenç

### Temps d'estiu (estiu a l'hemisferi sud)
Aquestes zones utilitzen el UTC-11:00 a l'hivern i el UTC-10:00 a l'estiu:
- Samoa  Per primer cop el 26 de setembre del 2010 va haver canvi a l'horari d'estiu (UTC -10:00).[1] A partir del 29 de desembre del 2011 al fus horari passa de UTC-11:00 a UTC+13:00[2]

## Geografia
UTC-10 és la zona horària nàutica que comprèn l'alta mar entre 142,5°W i 157.55°W de longitud.

## Història
Abans les illes de la Línia (república de Kiribati) estaven el fus horari d'UTC-10:00 però el 31 de desembre de 1994 va passar a l'UTC+14:00.